# Elymus multiflorus
Elymus multiflorus är en gräsart som först beskrevs av Joseph Banks, Daniel Carl Solander och Joseph Dalton Hooker, och fick sitt nu gällande namn av Áskell Löve och Henry Eamonn Connor. Elymus multiflorus ingår i släktet elmar, och familjen gräs. Utöver nominatformen finns också underarten E. m. kingianus.